# Gran Premio de España de Motociclismo de 1992
El Gran Premio de España de Motociclismo de 1992 fue la cuarta prueba de la temporada 1992 del Campeonato Mundial de Motociclismo. El Gran Premio se disputó el 10 de mayo de 1992 en el Circuito de Jerez.

## Resultados 500cc
Cuarta victoria consecutiva de las cuatro carreras celebradas en lo que va del año para el piloto australiano Michael Doohan y tercer segundo lugar consecutivo para el estadounidense Wayne Rainey. En tercer lugar, se coló el británico Niall Mackenzie, que se benefició de la caída de su rival Álex Crivillé a tres curvas del final.
| Pos.     | Piloto               | Equipo        | Tiempo    | Pts. |
| -------- | -------------------- | ------------- | --------- | ---- |
| 1        | Michael Doohan       | Honda         | 49.42.940 | 20   |
| 2        | Wayne Rainey         | Yamaha        | 50.01.931 | 15   |
| 3        | Niall Mackenzie      | Yamaha        | 50.11.313 | 12   |
| 4        | Kevin Schwantz       | Suzuki        | 50.11.421 | 10   |
| 5        | John Kocinski        | Yamaha        | 50.22.297 | 8    |
| 6        | Peter Goddard        | ROC Yamaha    | 50.31.741 | 6    |
| 7        | Juan Garriga         | Yamaha        | 50.35.422 | 4    |
| 8        | Randy Mamola         | Yamaha        | 50.36.628 | 3    |
| 9        | Miguel Duhamel       | Yamaha        | 50.36.872 | 2    |
| 10       | Doug Chandler        | Suzuki        | 50.41.732 | 1    |
| 11       | Eddie Lawson         | Cagiva        | 50.46.416 |      |
| 12       | Alex Barros          | Cagiva        | 51.04.400 |      |
| 13       | Thierry Crine        | ROC Yamaha    | 51.29.765 |      |
| 14       | Kevin Mitchell       | Harris Yamaha | 1 Vuelta  |      |
| 15       | Dominique Sarron     | ROC Yamaha    | 1 Vuelta  |      |
| 16       | Michael Rudroff      | Harris Yamaha | 1 Vuelta  |      |
| 17       | Cees Doorakkers      | Harris Yamaha | 1 Vuelta  |      |
| 18       | Toshiyuki Arakaki    | ROC Yamaha    | 1 Vuelta  |      |
| 19       | Juan López Mella     | ROC Yamaha    | 1 Vuelta  |      |
| 20       | Corrado Catalano     | ROC Yamaha    | 1 Vuelta  |      |
| 21       | Serge David          | ROC Yamaha    | 1 Vuelta  |      |
| 22       | Nicholas Schmassmann | ROC Yamaha    | 1 Vuelta  |      |
| 23       | Josef Doppler        | ROC Yamaha    | 1 Vuelta  |      |
| 24       | Marco Papa           | Librenti      | 1 Vuelta  |      |
| Ret      | Simon Buckmaster     | Harris Yamaha | Ret       |      |
| Ret      | Eddie Laycock        | Yamaha        | Ret       |      |
| Ret      | Àlex Crivillé        | Honda         | Ret       |      |
| Ret      | Peter Graves         | Harris Yamaha | Ret       |      |
| Ret      | Claude Arciero       | ROC Yamaha    | Ret       |      |
| Ret      | Lucio Pedercini      | Paton         | Ret       |      |
| Ret      | Andreas Leuthe       | VRP           | Ret       |      |
| Sources: |                      |               |           |      |

## Resultados 250cc
Primera victoria de la temporada para el italiano Loris Reggiani y para Aprilia, por delante del alemán Helmut Bradl y del japonés Masahiro Shimizu. Curioso el episodio que involucró al italiano Pierfrancesco Chili, convencido de que la carrera había terminado, comenzó a celebrar al final de la penúltima vuelta y debido a la desaceleración bajó al sexto lugar
| Pos. | Piloto                    | Moto    | Tiempo    | Pts. |  |
| ---- | ------------------------- | ------- | --------- | ---- |  |
| 1    | Loris Reggiani            | Aprilia | 47.24.923 | 20   |  |
| 2    | Helmut Bradl              | Honda   | 47.30.006 | 15   |  |
| 3    | Masahiro Shimizu          | Honda   | 47.30.296 | 12   |  |
| 4    | Luca Cadalora             | Honda   | 47.30.419 | 10   |  |
| 5    | Carlos Cardús             | Honda   | 47.36.375 | 8    |  |
| 6    | Pierfrancesco Chili       | Aprilia | 47.38.946 | 6    |  |
| 7    | Alberto Puig              | Aprilia | 47.49.541 | 4    |  |
| 8    | Jochen Schmid             | Yamaha  | 47.50.964 | 3    |  |
| 9    | Stefan Prein              | Honda   | 47.59.044 | 2    |  |
| 10   | Max Biaggi                | Aprilia | 48.00.628 | 1    |  |
| 11   | Loris Capirossi           | Honda   | 48.00.756 |      |  |
| 12   | Doriano Romboni           | Honda   | 48.03.216 |      |  |
| 13   | Herri Torrontegui         | Suzuki  | 48.04.963 |      |  |
| 14   | Wilco Zeelenberg          | Suzuki  | 48.15.150 |      |  |
| 15   | Paolo Casoli              | Yamaha  | 48.20.272 |      |  |
| 16   | Frédéric Protat           | Aprilia | 48.20.326 |      |  |
| 17   | Bernd Kassner             | Aprilia | 48.21.242 |      |  |
| 18   | Bernard Haenggeli         | Aprilia | 48.24.752 |      |  |
| 19   | Erkka Korpiaho            | Aprilia | 48.30.430 |      |  |
| 20   | Luis d'Antin              | Honda   | 48.34.609 |      |  |
| 21   | Adrian Bosshard           | Honda   | 48.34.858 |      |  |
| 22   | Katsuyoshi Kozono         | Honda   | 48.46.385 |      |  |
| 23   | Jean Pierre Jeandat       | Honda   | 48.53.942 |      |  |
| 24   | Jurgen van den Goorbergh  | Aprilia | 48.55.194 |      |  |
| 25   | Yves Briguet              | Honda   | 1.50.59   |      |  |
| 26   | Bernard Cazade            | Honda   | 1 Vuelta  |      |  |
| 27   | Sete Gibernau             | Yamaha  | 1 Vuelta  |      |  |
| Ret  | Renzo Colleoni            | Yamaha  | Ret       |      |  |
| Ret  | Adi Stadler               | Honda   | Ret       |      |  |
| Ret  | Andrés Sánchez            | Honda   | Ret       |      |  |
| Ret  | Jean-Philippe Ruggia      | Gilera  | Ret       |      |  |
| Ret  | Stefano Caracchi          | Yamaha  | Ret       |      |  |
| Ret  | Harald Eckl               | Aprilia | Ret       |      |  |
| Ret  | Carlos Lavado             | Gilera  | Ret       |      |  |
| Ret  | Andreas Preining          | Aprilia | Ret       |      |  |
| Ret  | Eskil Suter               | Aprilia | Ret       |      |  |
| DNS  | Patrick van den Goorbergh | Aprilia | DNS       |      |  |

## Resultados 125cc
Vuelta a la victoria del pilota alemán Ralf Waldmann que se impone en la tercera fecha de la temporada. El italiano Fausto Gresini y el español Carlos Giró Sentís completan el podio en el que es el debut de Giró en el Mundial.
| Pos. | Piloto               | Moto      | Tiempo    | Pts. |
| ---- | -------------------- | --------- | --------- | ---- |
| 1    | Ralf Waldmann        | Honda     | 45.57.309 | 20   |
| 2    | Fausto Gresini       | Honda     | 45.57.389 | 15   |
| 3    | Carlos Giró          | Aprilia   | 45.58.409 | 12   |
| 4    | Kazuto Sakata        | Honda     | 45.58.880 | 10   |
| 5    | Nobuyuki Wakai       | Honda     | 45.59.077 | 8    |
| 6    | Gabriele Debbia      | Honda     | 46.00.458 | 6    |
| 7    | Dirk Raudies         | Honda     | 46.02.040 | 4    |
| 8    | Oliver Koch          | Honda     | 46.02.929 | 3    |
| 9    | Jorge Martínez Aspar | Honda     | 46.04.551 | 2    |
| 10   | Ezio Gianola         | Honda     | 46.18.941 | 1    |
| 11   | Loek Bodelier        | Honda     | 46.31.724 |      |
| 12   | Emilio Cuppini       | Aprilia   | 46.33.499 |      |
| 13   | Hans Spaan           | Aprilia   | 46.35.577 |      |
| 14   | Kin'ya Wada          | Honda     | 46.35.598 |      |
| 15   | Peter Öttl           | Rotax     | 46.40.949 |      |
| 16   | Takao Shimizu        | Honda     | 46.41.671 |      |
| 17   | Peter Galvin         | Honda     | 46.41.998 |      |
| 18   | Alain Bronec         | Honda     | 47.01.602 |      |
| 19   | Maik Stief           | Aprilia   | 47.02.264 |      |
| 20   | Heinz Lüthi          | Honda     | 47.02.337 |      |
| 21   | Arie Molenaar        | Aprilia   | 47.04.442 |      |
| 22   | Giovanni Palmieri    | Gazzaniga | 47.17.295 |      |
| 23   | Giuseppe Fiorillo    | Yamaha    | 47.25.673 |      |
| 24   | Hisashi Unemoto      | Honda     | 47.32.183 |      |
| 25   | Manuel Luque         | JJ Cobas  | 47.32.324 |      |
| 26   | Fausto Ricci         | Yamaha    | 48.14.556 |      |
| 27   | Maurizio Vitali      | Gazzaniga | 1 Vuelta  |      |
| Ret  | Alfred Waibel        | Honda     | Ret       |      |
| Ret  | Noboru Ueda          | Honda     | Ret       |      |
| Ret  | Julián Miralles      | Honda     | Ret       |      |
| Ret  | Hubert Abold         | Honda     | Ret       |      |
| Ret  | Bruno Casanova       | Aprilia   | Ret       |      |
| Ret  | Oliver Petrucciani   | Honda     | Ret       |      |
| Ret  | Robin Appleyard      | Honda     | Ret       |      |
| Ret  | Steve Patrickson     | Honda     | Ret       |      |
| Ret  | Manuel Hernández     | Aprilia   | Ret       |      |
| Ret  | Luis Álvaro          | JJ Cobas  | Ret       |      |